# Łyżwiarstwo szybkie na Zimowych Igrzyskach Olimpijskich 1948 – bieg na 10 000 m mężczyzn
Bieg na 10 000 metrów mężczyzn w łyżwiarstwie szybkim na Zimowych Igrzyskach Olimpijskich 1948 rozegrano 3 lutego na torze Badrutts Park. Mistrzem olimpijskim na tym dystansie został Szwed Åke Seyffarth. 
Aż siedmiu zawodników nie ukończyło rywalizacji. Spowodowane było to pogarszającymi się warunkami atmosferycznymi, topniejącym lodem oraz problemami z długim wysiłkiem na wysokości ponad 1800 m n.p.m.

## Wyniki
| Miejsce | Zawodnik           | Państwo           | Czas    |
| ------- | ------------------ | ----------------- | ------- |
| 01 !    | Åke Seyffarth      | Szwecja           | 17:26,3 |
| 02 !    | Lassi Parkkinen    | Finlandia         | 17:36,0 |
| 03 !    | Pentti Lammio      | Finlandia         | 17:42,7 |
| 4       | Kornél Pajor       | Węgry             | 17:45,6 |
| 5       | Kees Broekman      | Holandia          | 17:54,7 |
| 6       | Jan Langedijk      | Holandia          | 17:55,3 |
| 7       | Odd Lundberg       | Norwegia          | 18:05,8 |
| 8       | Harry Jansson      | Szwecja           | 18:08,0 |
| 9       | Rune Hammarström   | Szwecja           | 18:39,6 |
| 10      | Max Stiepl         | Austria           | 19:25,5 |
| 11      | John Werket        | Stany Zjednoczone | 19:44,0 |
| 12      | Pierre Huylebroeck | Belgia            | 19:54,8 |
| 13      | Craig Mackay       | Kanada            | 20:15,5 |
| 14      | Anton Huiskes      | Holandia          | 20:16,4 |
| 15      | Iván Ruttkay       | Węgry             | 20:16,5 |
| 16      | János Kilián       | Węgry             | 20:23,8 |
| 17      | Louis Rupprecht    | Stany Zjednoczone | 21:20,3 |
| 18      | Art Seaman         | Stany Zjednoczone | 21:34,8 |
| 19      | Richard Solem      | Stany Zjednoczone | 26:22,4 |
| -       | Hjalmar Andersen   | Norwegia          | DNF     |
| -       | Johnny Cronshey    | Wielka Brytania   | DNF     |
| -       | Göthe Hedlund      | Szwecja           | DNF     |
| -       | Henry Howes        | Wielka Brytania   | DNF     |
| -       | Kalevi Laitinen    | Finlandia         | DNF     |
| -       | Reidar Liaklev     | Norwegia          | DNF     |
| -       | Henry Wahl         | Norwegia          | DNF     |
| -       | Vladimír Kolář     | Czechosłowacja    | DSQ     |